# Rico Lebrun
Rico Federico Lebrun (Nápoles, Provincia de Nápoles, 10 de diciembre de 1900–Malibú, California, 9 de mayo de 1964) fue un pintor y escultor italoestadounidense.

## Biografía y carrera artística

### Primeros años
Lebrun nació en 1900 en Nápoles, Italia. Antes de iniciar su carrera artística, sirvió dos años en el ejército italiano durante la Primera Guerra Mundial. Posteriormente, estudió banca y periodismo, antes de cursar clases de arte en la Academia de Bellas Artes de Nápoles de 1919 a 1921. Posteriormente, se trasladó a Florencia, donde estudió muralismo. Realizó prácticas en una fábrica de vidrieras.

### Carrera
Tras mudarse a Estados Unidos en 1924, trabajó como artista comercial en Pittsburgh y Nueva York durante varios años. A principios de la década de 1930, regresó a Italia, donde estudió los frescos de Luca Signorelli. Se mudó a California en 1936. 
En 1938, durante un año y medio, impartió clases de dibujo artístico en Disney durante la producción de Bambi. 
En 1940, Lebrun impartió clases en el Instituto de Arte Chouinard de Los Ángeles, y posteriormente en el Instituto de Arte Jepson, también en Los Ángeles, entre 1947 y 1950, y lo dirigió entre 1951 y 1954, año en que cerró. Expuso en Nueva York, Boston, Chicago, Los Ángeles y Toronto. 
En 1958, Lebrun fue profesor visitante de arte en la Universidad de Yale. También impartió clases en la UCLA, la Universidad de Tulane y la Liga de Estudiantes de Arte de Nueva York.
A mediados de la década de 1950, su obra se centró en la experiencia de los campos de concentración de Buchenwald y Dachau. Es conocido sobre todo por su serie de pinturas sobre The Crucifixion.